# Mastophora apalachicola
Mastophora apalachicola är en spindelart som beskrevs av Levi 2003. Mastophora apalachicola ingår i släktet Mastophora och familjen hjulspindlar. Inga underarter finns listade i Catalogue of Life.